# Ermenfred d'Amiens
Ermenfred d'Amiens (vers 844-915 o 919) fou el primer noble esmentat com a comte d'Amiens, Vexin i Valois (si bé al primer quart del segle IX s'esment un Ricar com a comte). Apareix per primer cop el 885. La tradició més comuna el fa fill d'Eberard de Friül (+ 16 de desembre de 866) i de Gisela de França (818-874)
Fou pare d'Hildegarda (nascuda 895), que probablement es va casar vers 915 amb Raul I d'Ostrevent († 926), que fou comte d'Amiens, de Vexin i de Valois per dret uxori (de la muller). Altres teories suposen no obstant a Hildegarda casada amb Rodolf de Laon.